# Alice Kandell
Pour les articles homonymes, voir Kandel.
Alice S. Kandell est une pédo-psychiatre, auteure, photographe et collectionneuse d'art américaine intéressée par la culture himalayenne. Elle a travaillé de 1965 à 1979 dans l'état indien de Sikkim comme photographe, en retirant des photos en noir et blanc ainsi qu'environ 15 000 photographies en couleur.

## Carrière et vie personnelle
Elle est la fille de Leonard S. Kandell, un investisseur immobilier de Manhattan. Kandell visite le Sikkim pour la première fois en 1965 pour assister à la cérémonie du couronnement de Hope Cooke, une femme américaine qui a épousé Palden Thondup Namgyal, roi de Sikkim. À la demande du roi, elle commence un projet photographique pour montrer que sa femme et lui soutiennent l'éducation et les entreprises locales du Sikkim.
Elle a co-écrit deux livres avec Charlotte Salisbury, ainsi qu'un livre pour enfants intitulé Sikkim: The Hidden Kingdom. Sa collection privée d'art tibétain est dévoilée dans A Shrine for Tibet: The Alice S. Kandell Collection of Tibetan Sacred Art, de Marylin Rhie et Robert Thurman, et photographiée par John Bigelow Taylor.
En 2011, elle fait don d'une collection d'art tibétain à la Galerie Arthur M. Sackler de la Smithsonian Institution,, et environ 300 photographies à la Bibliothèque du Congrès.

## Galerie

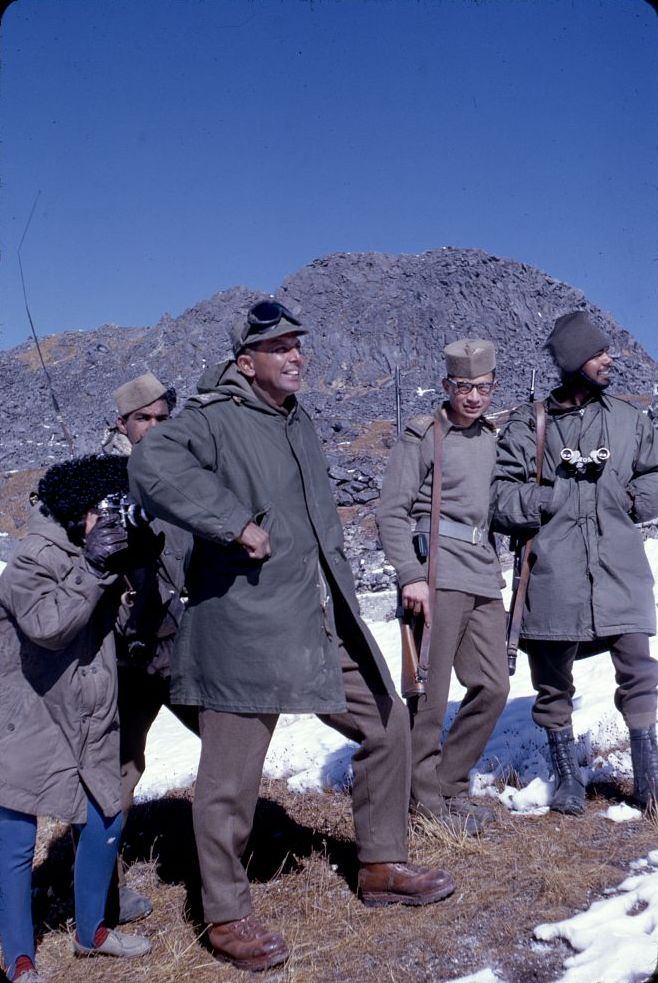
Alice Kandell se cachant derrière un soldat du Sikkim pour photographier un soldat chinois au Nathu La
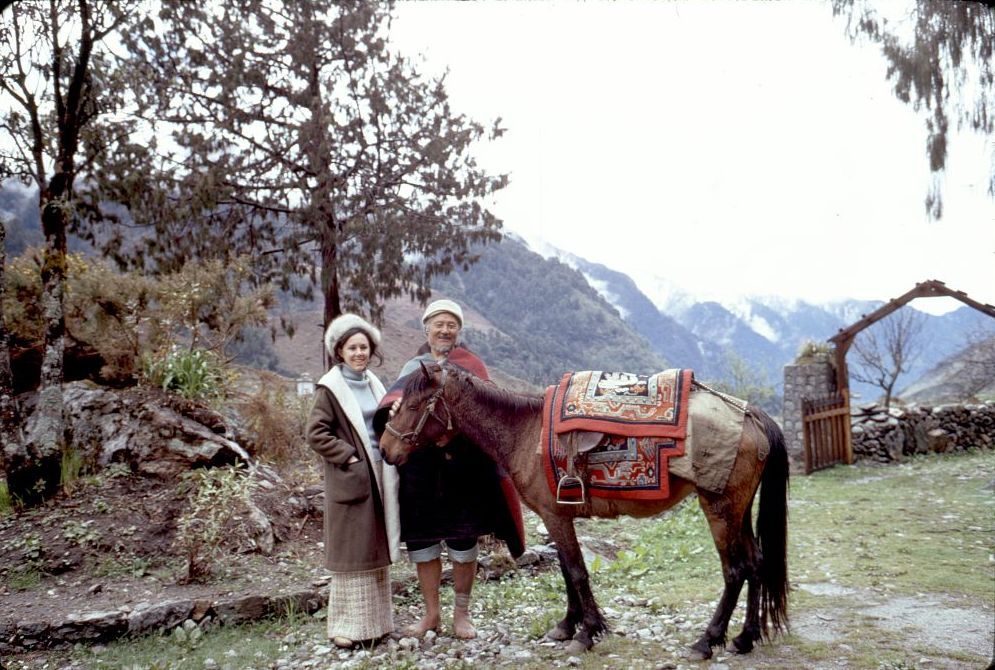
Alice Kandell avec un villageois et son cheval, Sikkim

### Photographie prises par Alice Kandell

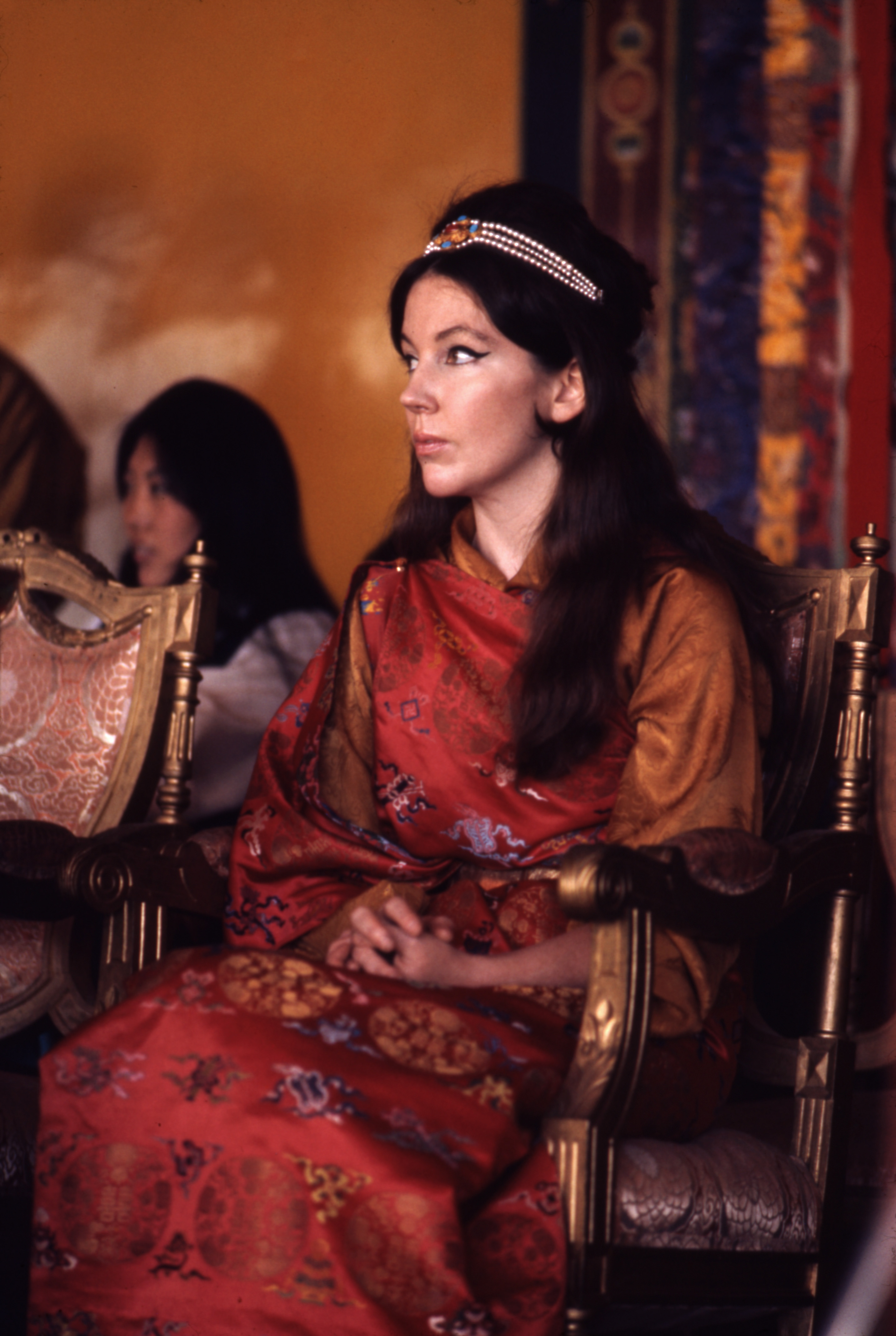
Hope Cooke, reine du Sikkim
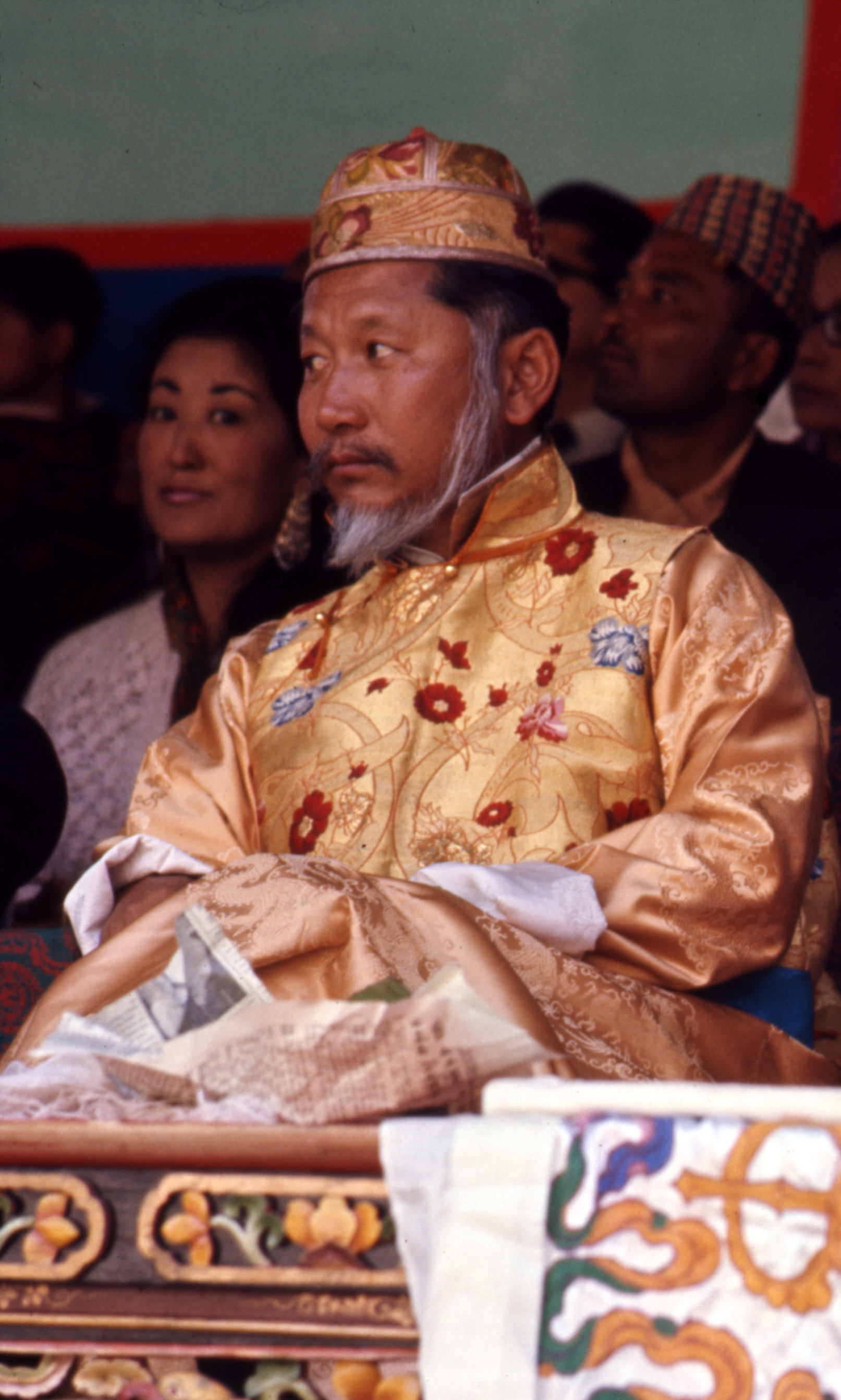
Palden Thondup Namgyal, roi du Sikkim
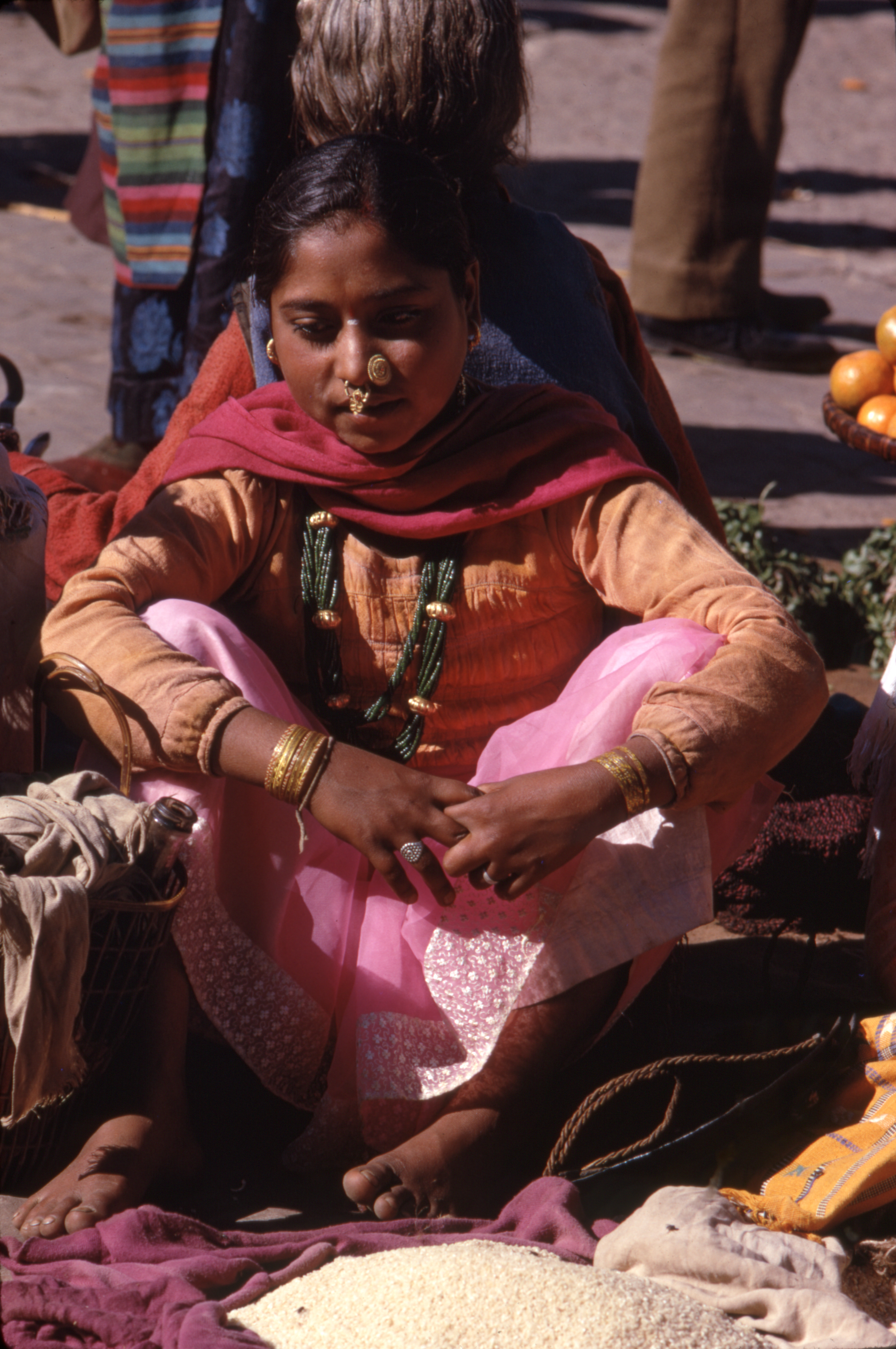
Femme vendant du riz au marché de Gangtok, Sikkim
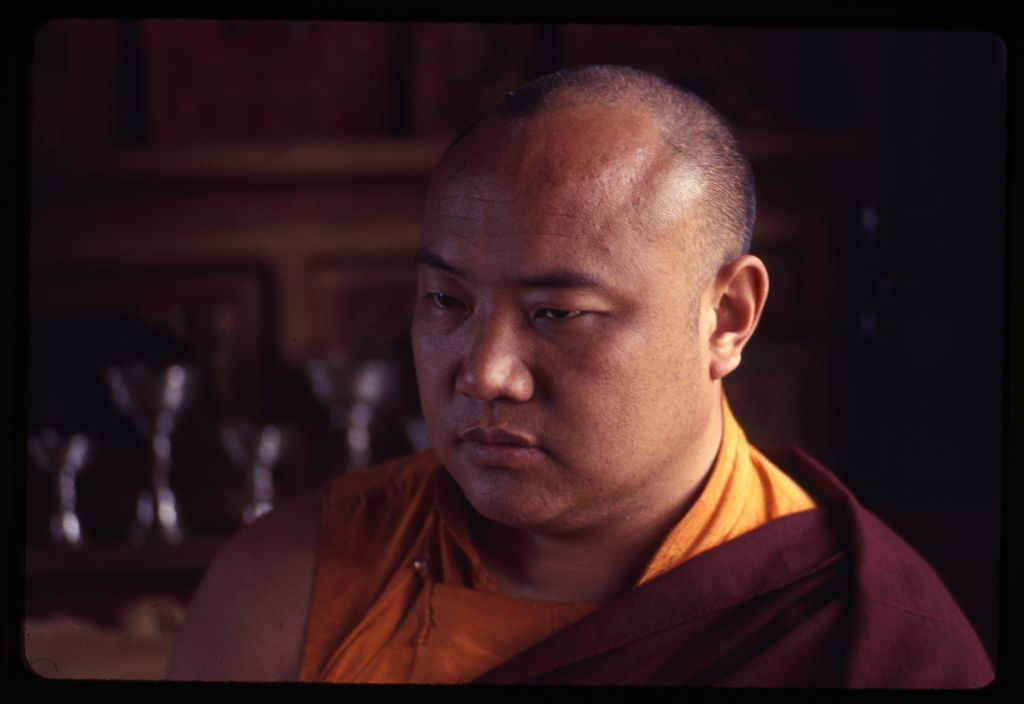
Le 16e Karmapa, Rangjung Rigpe Dorje, chef religieux tibétain en exil au Sikkim
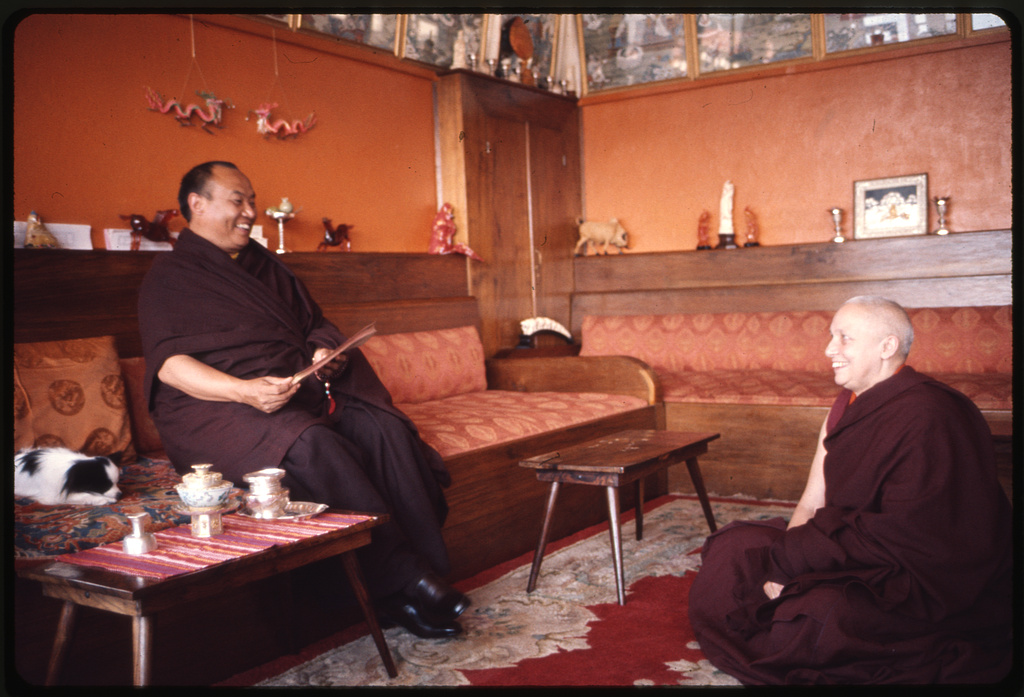
Rangjung Rigpe Dorje, le 16e Karmapa, assis avec Freda Bedi au monastère de Rumtek, Sikkim, en 1965.
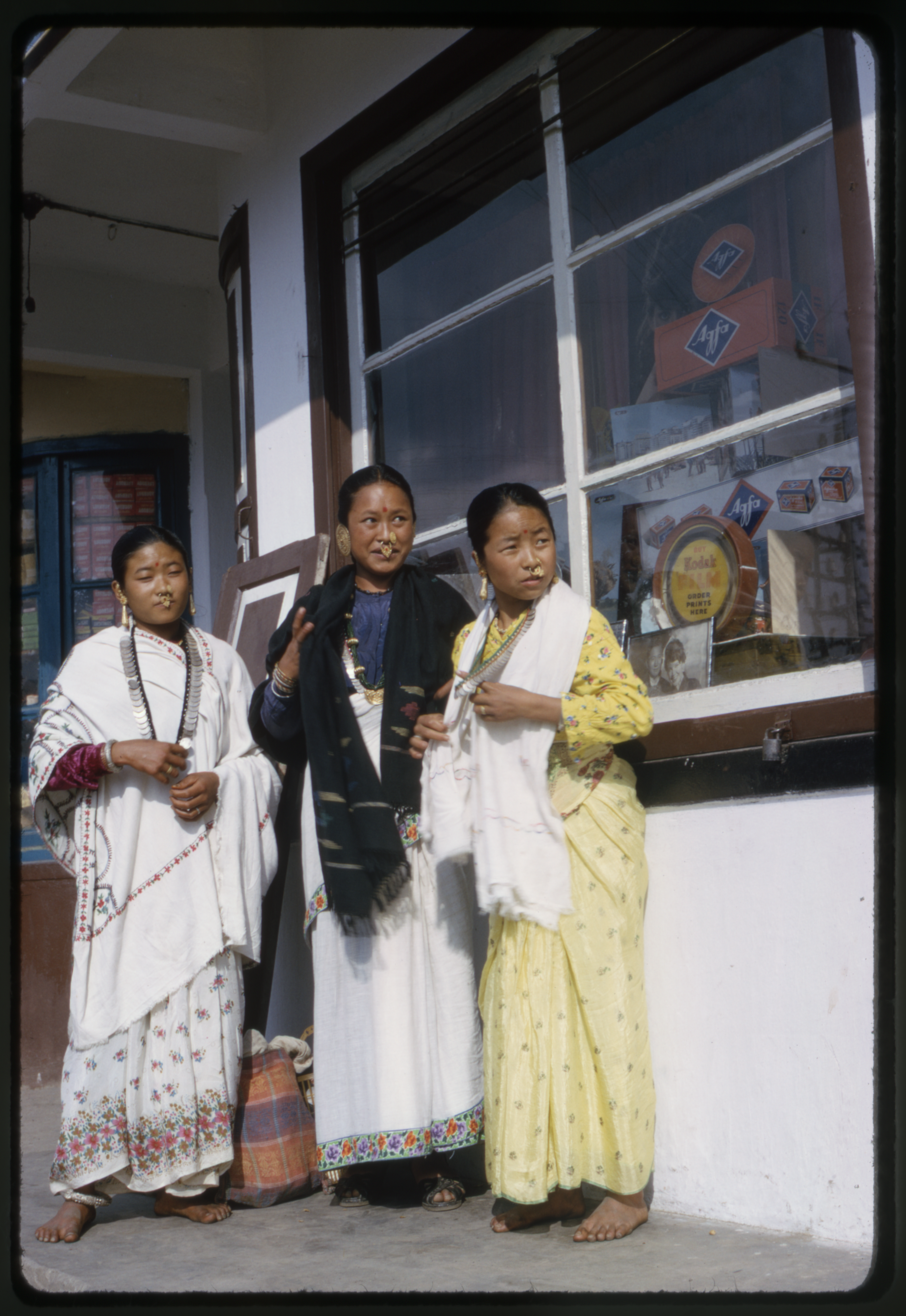
Couronnement du roi en avril 1965. Trois femmes népalaises devant une boutique d'un photographe.
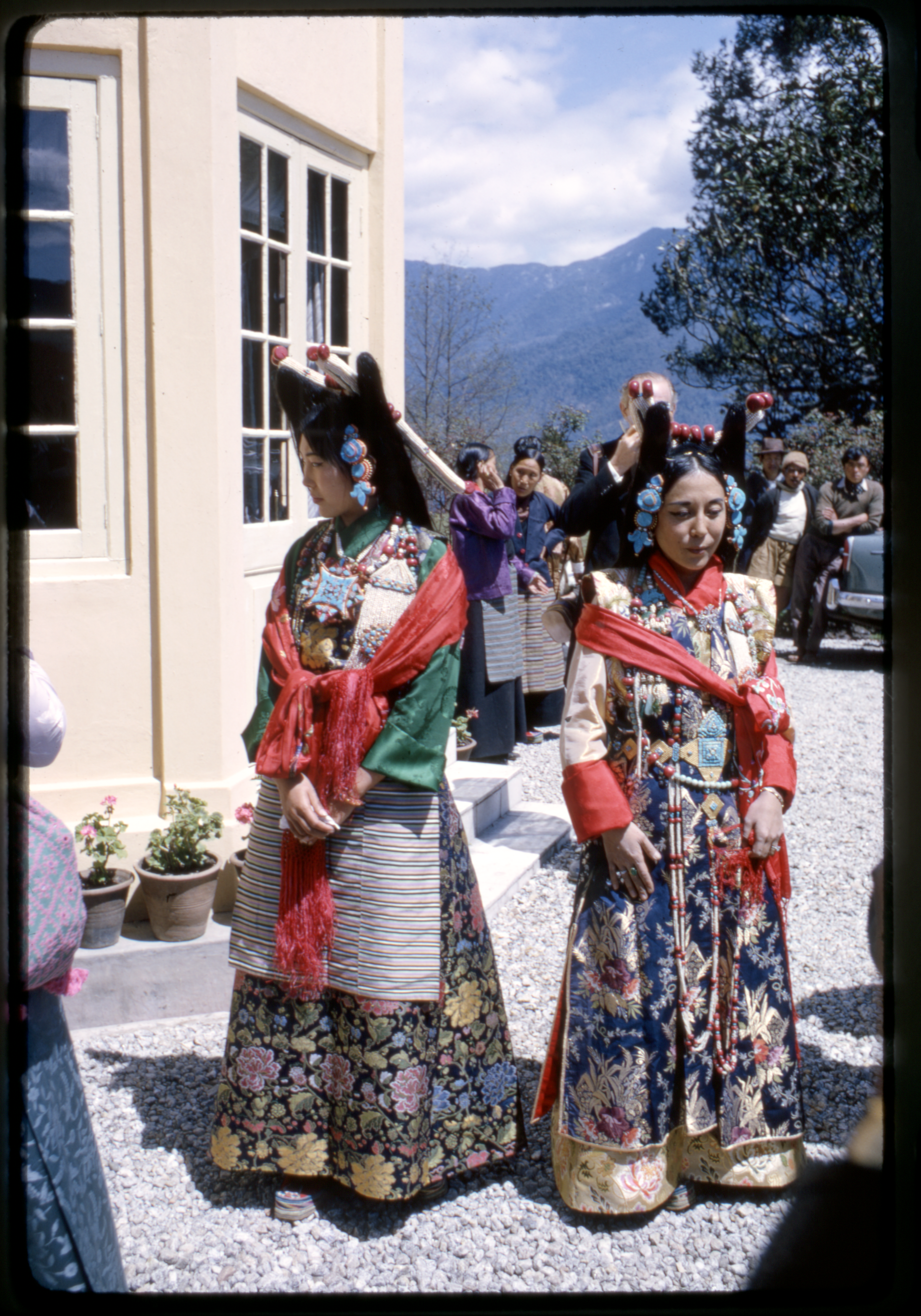
Couronnement du roi en 1965. Sur la droite, la princesse, sœur du roi, en robe royale traditionnelle.
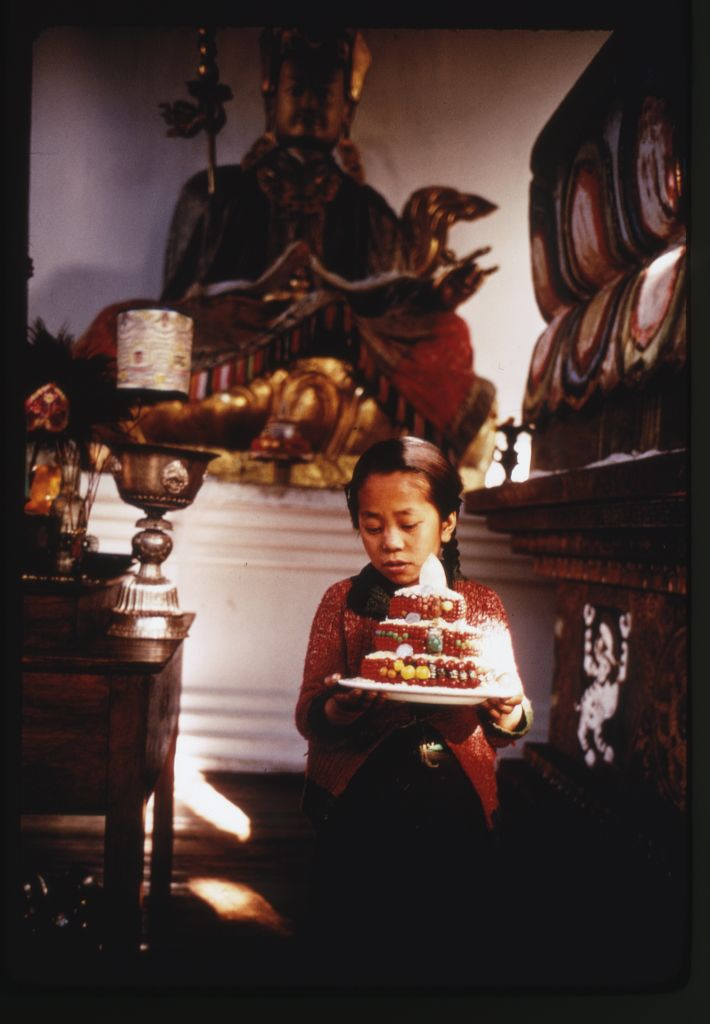
Jeune fille, Kimu, portant un gâteau d'anniversaire dans le monastère de Lachung, Sikkim, février 1969.

### Collection d'art tibétain

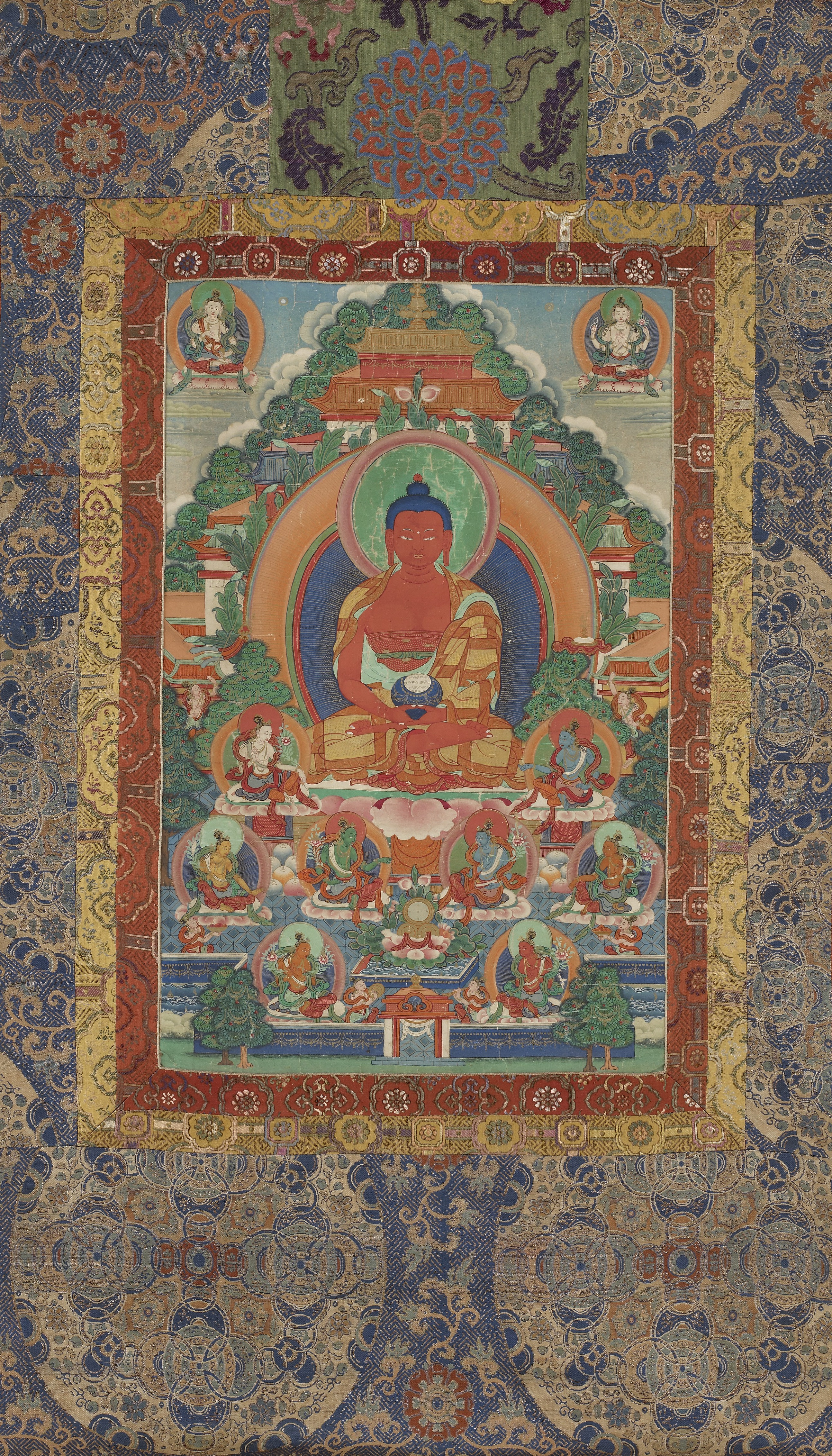
Amitabha dans la Terre Pure de Sukhavati
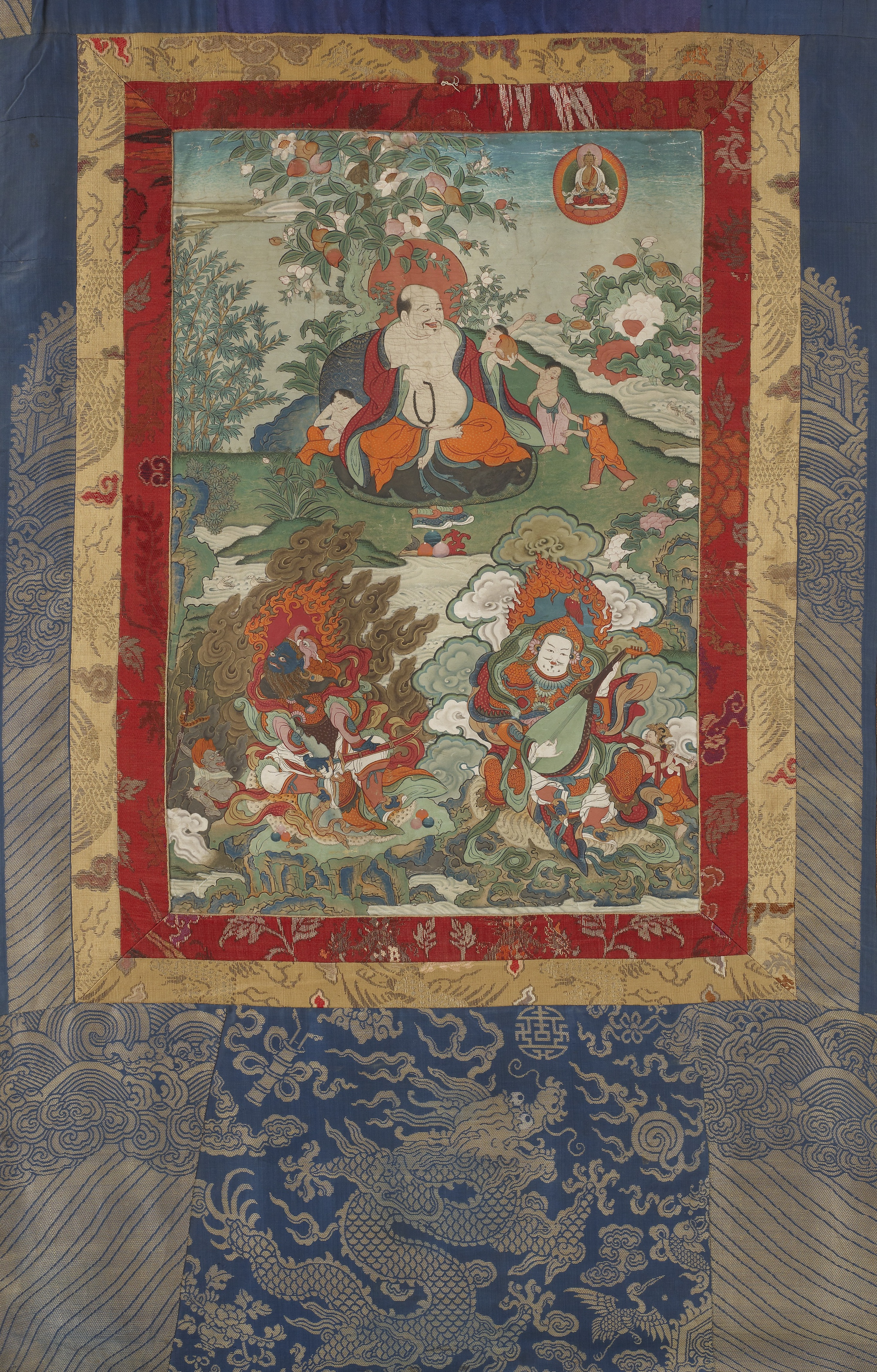
Hva Shang, et Lokapalas Virudhaka et Dhrtarashta
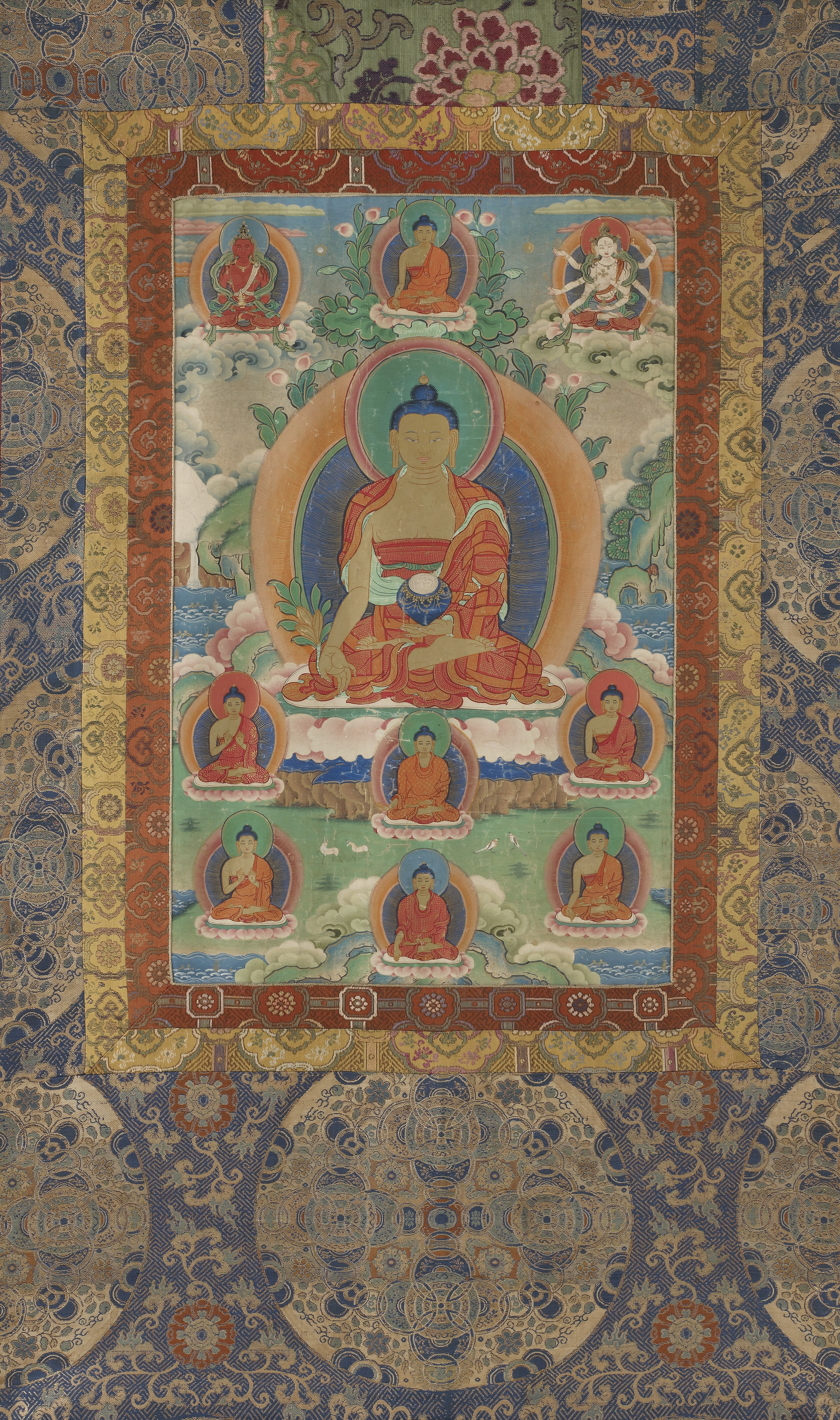
Bhaishajya Guru
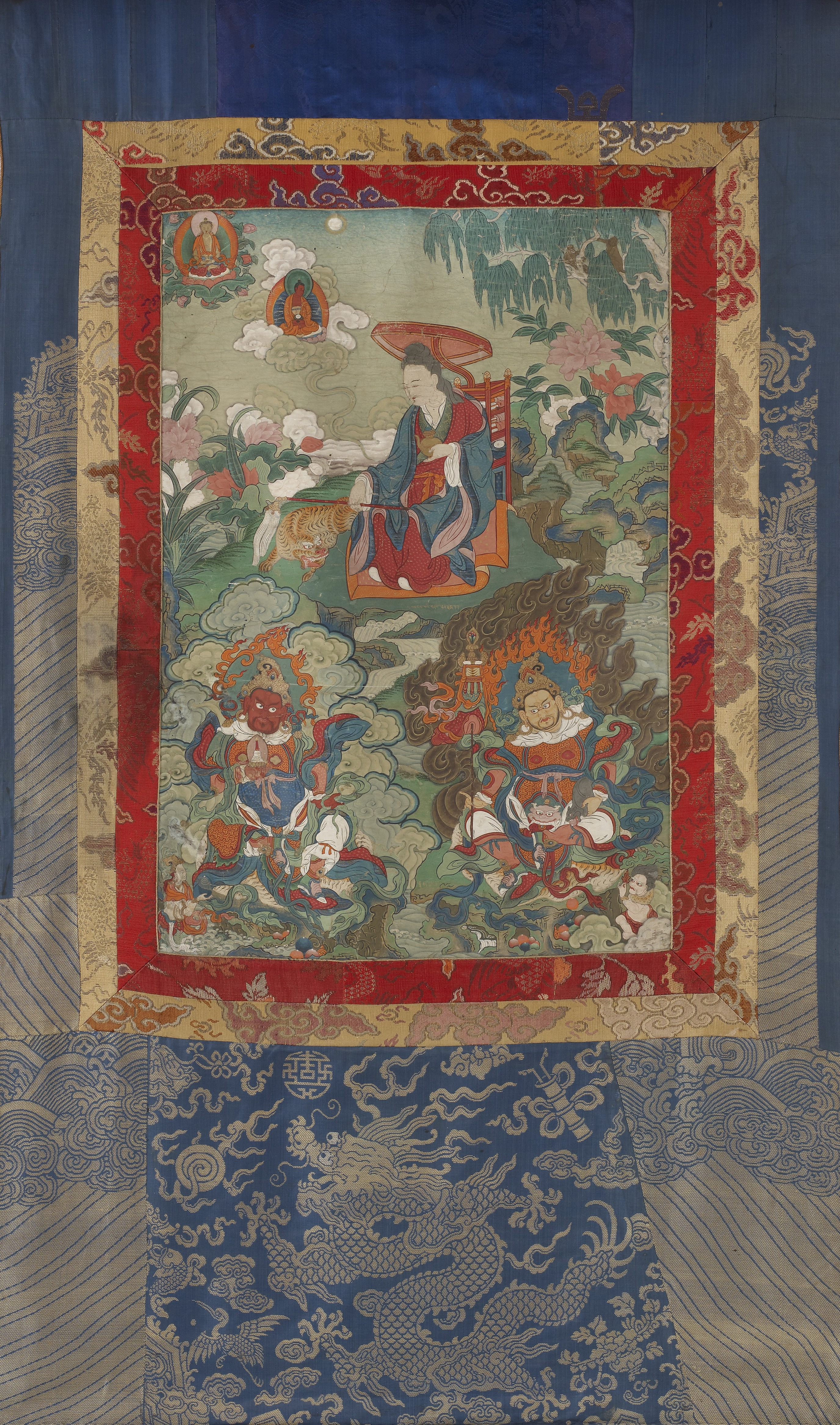
Dharmatala, et Lokapalas Virupaksha et Vaishravana
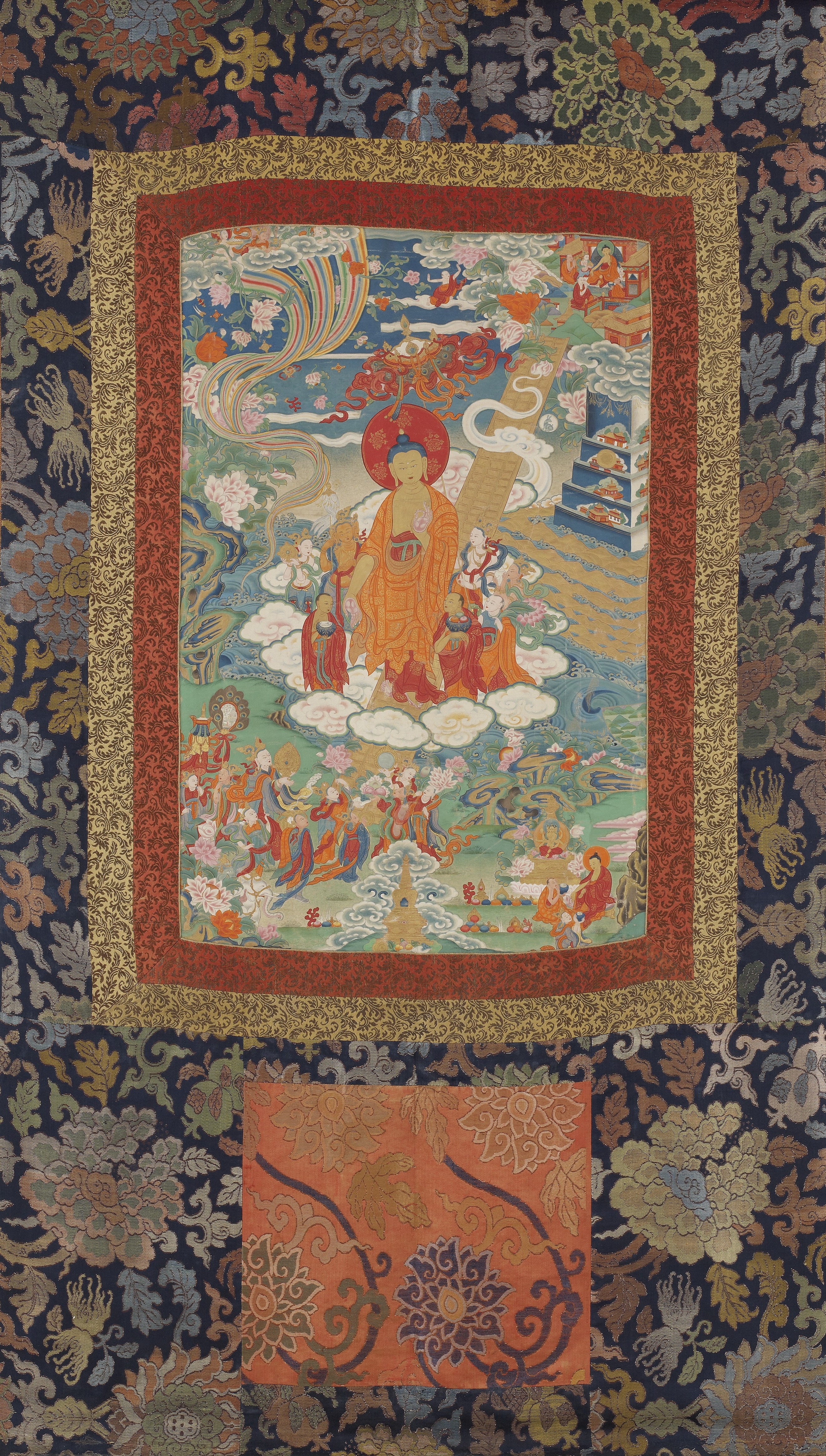
Shakyamuni descendant du Paradis des 33 Dieux
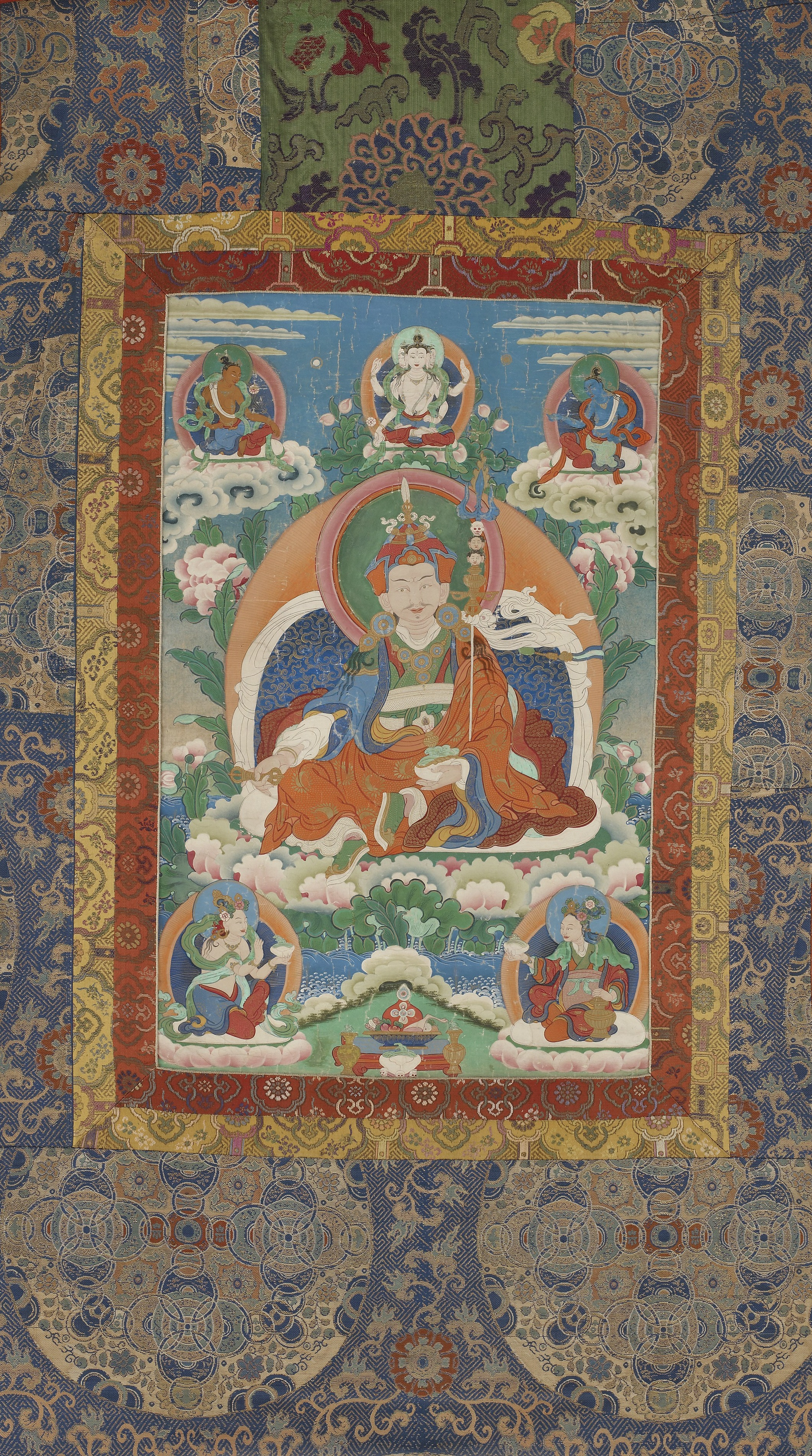
Padma Sambhava
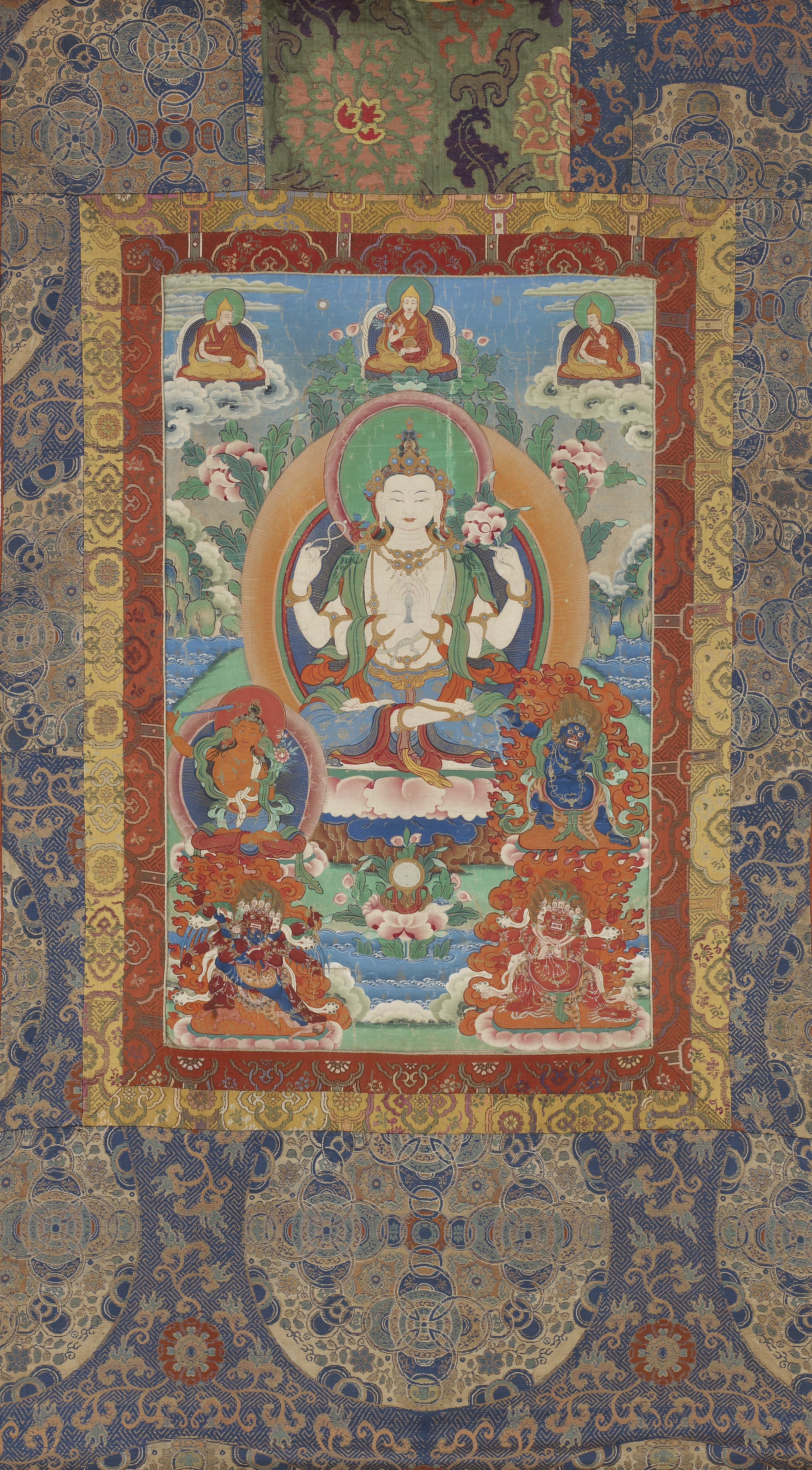
Shadakshari Avalokiteshvara